# Placa (Pirenópolis)
Placa é um povoado do município brasileiro de Pirenópolis, no estado de Goiás. Localiza-se a 23 km da cidade, na rodovia que liga Pirenópolis a Goianésia.
Com menos de 100 habitantes, possui uma Escola Municipal e uma Igreja Católica. A única via do distrito é a rodovia GO-338.

## Fundação
1951. 

## Localização
Localizado às margens de Pirenópolis-Goianésia.

## População
Aproximadamente 150 habitantes. 

## Atividades
Agropecuária. 

## Atrações
Festa em louvor a São Vicente de Paula Nossa Senhora Aparecida com Missas, mastro, fogueira, leilões, barraquinhas e ranchão nos meses de agosto/setembro.